# Agonum exaratum
Agonum exaratum is een keversoort uit de familie van de loopkevers (Carabidae). De wetenschappelijke naam van de soort is voor het eerst geldig gepubliceerd in 1853 door Carl Gustaf Mannerheim.